# فـان تان زانغ
فـان تان زانغ هو لاعب كرة قدم فيتنامي في مركز الدفاع، ولد في 3 أكتوبر 1981 في محافظة أن زانغ في فيتنام. شارك مع منتخب فيتنام تحت 23 سنة لكرة القدم ومنتخب فيتنام لكرة القدم. أما مع النوادي، فقد لعب مع Long An FC ‏.